# Cilia Trappaud
Cecilia ‘Cilia’ Marie Trappaud Nydam (født 26. maj 1993) er en dansk danser og tv-vært.
Trappaud blev i august 2024 annonceret til være vært på sæson 21 af TV 2s underholdningsprogram Vild med dans.
Hun er desuden også vært i sæson 22 af Vild med dans, som bliver den sidste sæson af Vild med dans.